# 張鉉
張鉉，江西吉安府吉水縣人，明朝政治人物、進士出身。

## 生平
永樂四年，登進士二甲第四十五名，授戶部主事。